# Tucumán Arde

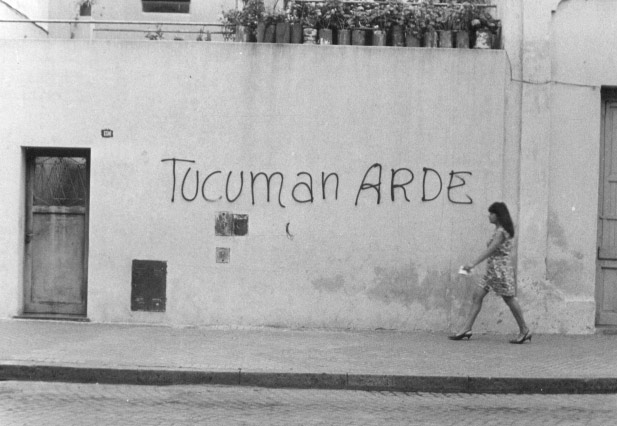
Grafiti político representativo del colectivo homónimo.

Tucumán Arde fue una manifestación artística que se llevó a cabo en Argentina durante el año de 1968, encabezada por un grupo de jóvenes artistas de vanguardia que provenían de las ciudades de Buenos Aires y Rosario. En el contexto de la dictadura de Juan Carlos Onganía, el colectivo desarrolló sus actividades artísticas con un enfoque político y tomando como base la denuncia de la situación precaria que estaba viviendo la Provincia de Tucumán al norte del país. A partir de sus propuestas artísticas multidisciplinaria y conceptualistas buscaban proyectar la difusión masiva de las actividades corruptas y represoras del gobierno que se estaban generando en el país.

## Antecedentes

### Ciclo de Arte Experimental
En 1968 artistas de vanguardia en Argentina conformaron el grupo artístico Ciclo de Arte Experimental. Su discurso radicaba en la búsqueda de la autonomía a partir de la obtención de libertad para escribir sobre sus obras y exposiciones, como la gestión de espacios expositivos. Se enfocaban en ser los creadores, críticos y curadores fuera de algún tipo de sistema institucional, llamando a cada una de sus obras como arte de vanguardia.
El Ciclo de arte experimental fue conformado por la integración de diez actividades, que se realizarían una tras la otra en un periodo de 15 días. La pieza inaugural de este fue realizada por el artista Norberto Julio Puzzolo. Esta fue desarrollada dentro de una galería, en la cual colocaron sillas en dirección a un ventanal que daba hacia el exterior, donde se sentarían los espectadores para solamente observar a la calle, generando un acto de carácter performativo donde los espectadores serían un elemento de la obra. Entre otros actos el realizado por Ruperto Fernández Bonina que correspondió al tercero, donde dejó este espacio absoluta mente vacío, exceptuando pequeños letreros que daban indicaciones a los espectadores como la posesión de objetos, hablar o fumar, con el propósito de hacer conscientes a través de las acciones sobre las militantes que les son impuestas en otros aspectos sociales. Conforme se desarrolló el ciclo fue mutando hasta mostrar actividades artísticas fuera de la galería, una de ellas fue la octava pensado por Eduardo Favario, quien dejó la sala de exposiciones en un estado de abandono y en las puertas de entrada cintas que representaban su clausura, dejando solamente un aviso con la instrucción de que la obra sería expuesta en una librería situada en algún espacio de la ciudad, ya que buscaba invitar al público a tener relación directa con los mecanismos artísticos y el ámbito social, convirtiendo al espectador en el rastreador de la obra y no solo el observador. No fue hasta sus últimas presentaciones que se dio espacio a una de sus obras más transgresoras y vanguardistas, la cual fue elaborada por la artista Graciela Carnevale, este evento consistió en la realización de un performace en el cual se selló por completo la galería, permitiendo el acceso a ella, pero al mismo tiempo impidiendo su evacuación, por lo que los espectadores se mantuvieron dentro (pasando de un estado tranquilo a uno más nervioso) hasta que fueron auxiliados por un sujeto del exterior que rompió el ventanal. El acto concluyó formalmente cuando se presentaron las autoridades y se vinculó la obra de Carnevale con el aniversario del arresto del Che Guevara, dando fin al evento y al Ciclo Artístico como tal.
El colectivo artístico se fue desarrollando hacia un enfoque de posturas más políticas y tomaron influencia de McLuhan, Herbert Marcuse, Umberto Eco, Roland Barthes, y Karl Marx, entre otros intelectuales. En su Primer Encuentro Nacional de Arte de Vanguardia presentaron su definición de lo que concebían como obra de arte revolucionaria, definiéndose como aquella que no solo es de carácter político, sino que brinda un impacto mayor, equivalente a una acción política, el movimiento se fue tronando más político. Posteriormente en Buenos Aires se realizó otro encuentro artístico de la misma índole que presentó esta nueva categoría estética a partir de la fusión entra la actividad artística y la política.

### Tucumán
Tras el establecimiento de la dictadura liderada por Juan Carlos Onganía y su decreto en el año de 1966 el cual instauraba la clausura de los ingenios azucareros de Tucumán, esta provincia se vio gravemente afectado durante el siguiente año. La industria azucarera era su principal fuente de ingresos, y el sector ya había experimentado un golpe económico anterior debido a malas cosechas y pobres ventas. La intervención de los ingenios empeoró la situación de los trabajadores, quienes a través de la Federación Obrera Tucumana de la Industria Azucarera se dieron a la tarea de organizar movimientos de protesta. Tras ser reprendidos por las autoridades, las protestas se acrecentaron y estos hechos fueron conocidos como el Tucumanazo.

## Arte

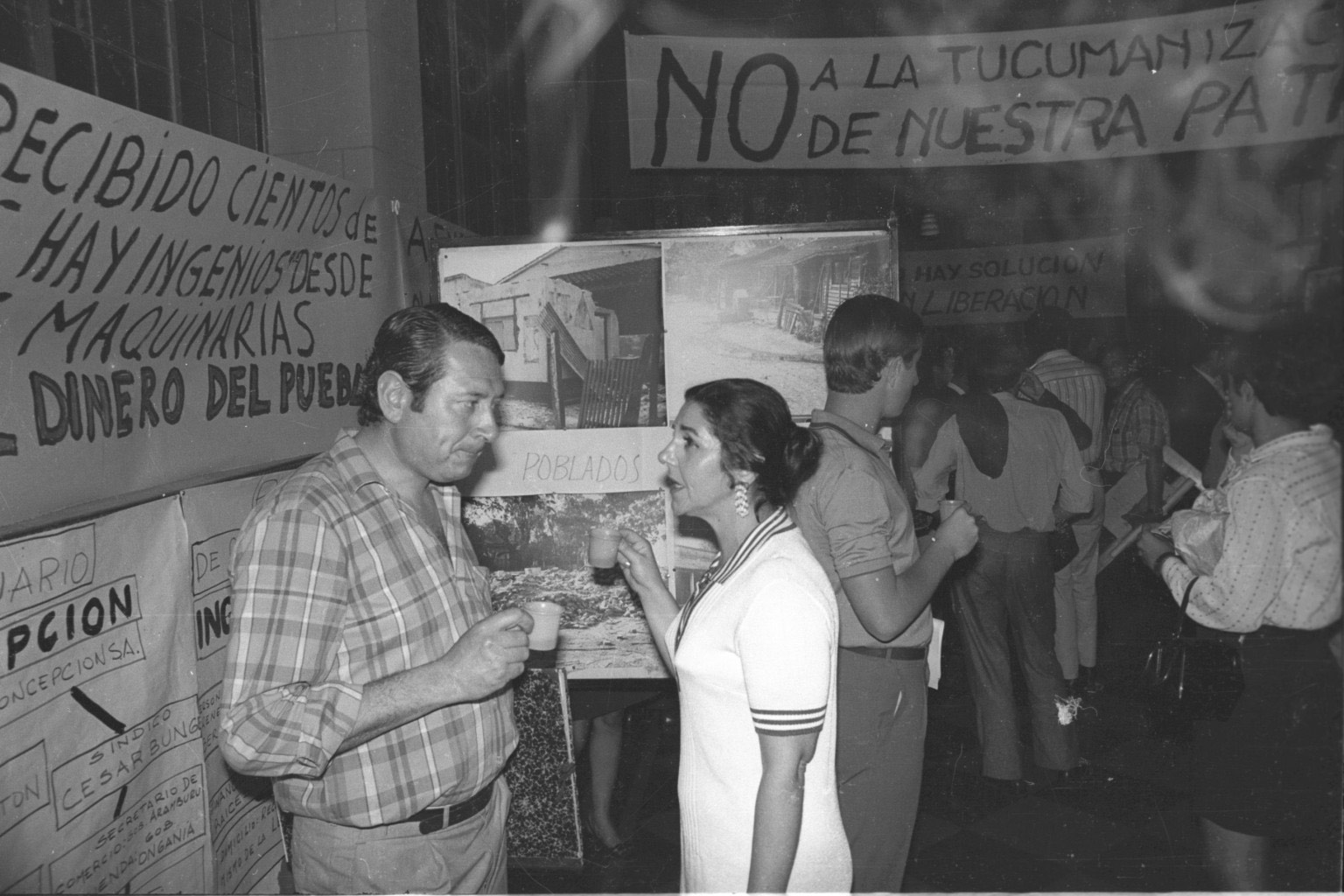
Fotografía de "Tucumán Arde" en la sede de la CGT de los Argentinos Regional Rosario, noviembre de 1968

El proyecyo de la vanguardia artística de Argentina insertó una nueva categoría estética a la historia del arte a partir de la generación de nuevos estándares estéticos, enfocados en la creación artística con fines políticos, y realizando cambios en las nuevas formas de producción artística. Conformada por un conjunto de obras artísticas multidisciplinarias, tanto visuales como intervenciones, que les proporcionó a sus integrantes desarrollar una nueva forma expresiva para la oposición política, permitiendo la exploración a los artistas plásticos de vanguardia en la época. En colaboración con sociólogos y periodistas, no se mostró solamente como un movimiento propio de la experimentación artística, sino que su principal motivo era la exposición del gobierno corrupto en el país, a través de los medios de comunicación, mostrando las situaciones sociales y políticas generadas en el país, que además se desarrollaría de forma incógnita mostrando cada actividad como independiente de la otra. Dicho colectivo destacaba por la incorporación de elementos que hacían de sus piezas “multisensoriales” interviniendo la estimulación de vista, oído y hasta gusto. Además, que se destacó por sus actos contra informativos a partir de la recopilación de documentos que definían las causas de la situación padecida de Tucumán.

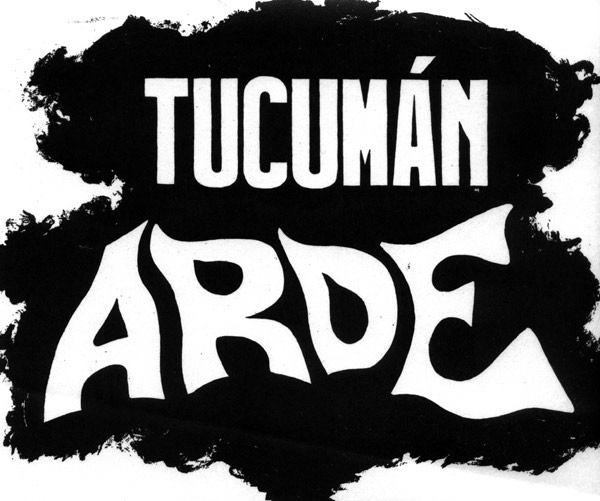
Oblea diseñada por Juan Pablo Renzi y que se convirtió en la marca de la intevención. Fue aplicada en pegatinas que se colocaron en la ciudad de Rosario.

El inicio del colectivo se dio a partir del Arte Urbano donde a través del grafiti político en distintas paredes y la colocación de stickers, ambos se caracterizaban porque presentaban las mismas palabras “Tucumán Arde”. Por otro lado, una parte de colectivo se desplazó hacia la Provincia de Tucumán en búsqueda de información sobre lo hechos ocurridos en relaciona al cierre de los ingenios azucareros, elaborando vídeos documentales, textos y fotografías, que darían pie para el montaje de una gran exposición en Rosario.
Dicha exposición se vería elaborada de forma compleja y ordenada, teniendo cada acto una relación con la crisis en Tucumán, la inauguración fue acompañada de café sin azúcar y se encontraba en la primera parte como recubrían el suelo banderines que portaban el nombre de los empresarios propietarios de los ingenios azucareros, manifestando el lazo entre clase y poder. Mientras que las paredes mostraban un gran collage constituido por notas periodísticas recortadas de diarios con información sobre Tucumán, el cual fue realizado por León Ferrari. Para la sala central de dicha exposición la composición consistió en un conjunto de banderines con las gráficas y eslogan, acompañados de fotografías en formatos de mayor tamaño, exhibiendo también diapositivas que expresaban la vida de los residentes de la provincia, así como lo que se proponían. Otros elementos integrados en dicha exposición se presentaron en distintos formatos como grabaciones en altavoces o filmaciones de entrevistas a los mismos. Además de que cada treinta minutos se apagaba las luces del recinto en símbolo a los niños que morían en aquel territorio.
Daba una estructura asentada más en un movimiento activista sobre de una entidad más estética, en búsqueda de la de exponer las crisis sociales y políticas. Dando un posicionamiento a dicho movimiento como la figura primordial de las exposiciones políticas, dejando de lado las técnicas artísticas convencionales y enfocándose más en una distribución de información acertada, a partir de la estructuración artística multidisciplinaria. Entre los artistas más destacados dentro de este movimiento se encuentran Graciela Carnevale.
Para lograr este fenómeno artístico argentino se realizaron colaboraciones con personas especializadas en otros ámbitos, como la sociología y los medios de comunicación. En el caso de los sociólogos que se unieron para la investigación preliminar provenían del Centro de Investigaciones en Ciencias Sociales de la Universidad de Buenos Aires o CICSO; trabajando también de la mano con la Confederación General de los Trabajadores o CGT a partir de campañas para la difusión política; por lo que dicho movimiento no implicaría solamente la participación de artistas.

### Repercusiones tempranas
Los resultados a corto plazo fueron impresionantes, para el año de 1968 la revista de origen francés Robho publicaría su 5-6 número, con el nombre de Le fils de Marx et Mondrian en 1971, donde se documentaron los primeros análisis espaciales y políticos que constituían al grupo Tucumán Arde. Esto gracias a que Juan Clay el director de dicha revista tras un viaje a Buenos Aires el año de 1968 y se relacionó con integrantes del movimiento y mantuvieron contacto. El artículo resalta la forma en que se desenvolvieron las nuevas corrientes artísticas dentro del contexto argentino, tomando una expresión vanguardia totalmente experimental y lo revolucionaria a través de las situaciones políticas y sociales que aquejan a su país.

## Después de Tucumán Arde
Posteriormente al año de 1973 el colectivo se disolvió. Eduardo Favario se integró a grupos políticos, primero el Partido Revolucionario del Pueblo y luego al Ejército Revolucionario del Pueblo. Fue asesinado en una revuelta contra la fuerza militar durante 1975, y el resto de los exintegrantes se verían obligados a huir de ciudad y refugiarse en otros países. Juan Pablo Renzi y Rubén Naranjo se retiraron a Buenos Aires, Lía Maisonnave a México y José María Lavarello a España.